# A Star for You
A Star for You — четвёртый студийный альбом американского джазового трубача Валерия Пономарёва, выпущенный в 1997 году на лейбле Reservoir Records. Альбом Пономарёв записывал при участии продюсера Марка Фельдмана на студии Van Gelder Recording Studio, Энглвуд-Клифс, Нью-Джерси, вместе с саксофонистом Бобом Бергом, пианистом Сидом Симмонсом, басистом Кеном Уокером и барабанщиком Билли Хартом.

## Отзывы критиков
| Оценки критиков                   | Оценки критиков |
| Источник                          | Оценка          |
| --------------------------------- | --------------- |
| AllMusic                          | [ 1 ]           |
| The Encyclopedia of Popular Music | [ 2 ]           |
| The Penguin Guide to Jazz         | [ 3 ]           |

Скотт Яноу в своей рецензии AllMusic так описал альбом: «Стиль Валерия Пономарёва, одного из самых недооцененных трубачей в джазе, основан на традициях хард-бопа, но при этом он непредубежден к новым веяниям. Квинтет исполняет шесть сложных, но раскачивающихся оригинальных композиций трубача и регармонизированное исполнение „We’ll Be Together Again“. Очень впечатляющий диапазон Пономарёва (он без особого труда берёт высокие ноты), насыщенный звук и оригинальные идеи явно вдохновляют его коллег. Берг вкладывает много страсти в свои соло, а Симмонс заставляет желать, чтобы его записывали более тщательно. Легко рекомендуется коллекционерам современного джаза».
В справочнике The Penguin Guide to Jazz написали: «Пономарёв даёт понять, что этот сет во многом посвящён духу и памяти Арта Блэйки, возможно, потому, что 25-я годовщина его приезда в Америку была не так уж далека. Вступительная часть „Commandments from a Higher Authority“ абсолютно в духе великих дней The Jazz Messengers, это крутящаяся, движущая тема, которая никогда полностью не затихает, но излучает авторитет во всех отношениях. Боб Берг — ключевое дополнение к этой группе, он великолепен в „Dance Intoxicant“ и длинной стандартной „We’ll Be Together Again“, добавляя теплоты и уверенности каждому треку. Симмонс и Уокер показывают, почему их пригласили, играя с умом и вкусом, никогда не перебарщивая, но тонко улавливая, когда мелодия призывает к другому измерению».

## Список композиций
Вся музыка написана Валерием Пономарёвым, за исключением отмеченных.
1. «Commandments from a Higher Authority» — 6:07
2. «First Draft» — 5:59
3. «Dance Intoxicant» — 9:52
4. «A Star for You» — 7:16
5. «Uh Oh» — 5:55
6. «We’ll Be Together Again» (Карл Фишер, Фрэнки Лэйн) — 10:36
7. «Blues for Elena» — 7:47

## Участники записи
- Бас-гитара — Кен Уокер
- Тенор-саксофон — Боб Берг
- Труба — Валерий Пономарёв
- Ударные — Билли Харт
- Фортепиано — Сид Симмонс

Все данные взяты из примечаний к альбому